# Нижній Сир'єз
Нижній Сир'є́з (рос. Нижний Сырьез) — присілок у складі Алнаського району Удмуртії, Росія.

## Населення
Населення — 493 особи (2010; 569 в 2002).
Національний склад станом на 2002 рік:
- удмурти — 96 %

## Урбаноніми[3]
- вулиці — Дружби, Зарічна, Лучна, Миру, Молодіжна, Польова, Садова, Травнева, Труда
- проїзди — Молодіжний